# Andres Koropecki
Andres Koropecki (Rosário) e um matemático argentino, professor da Universidade Federal Fluminense.
Obteve um doutorado em 2007 no Instituto de Matemática Pura e Aplicada, orientado por Enrique Pujals, com a tese On the Dynamics of Torus Homeomorphisms.
Foi palestrante convidado do Congresso Internacional de Matemáticos no Rio de janeiro (2018: Boundary dynamics for surface homeomorphisms).